# 기타이즈 지진
기타이즈 지진(일본어: 北伊豆地震)은 1930년 11월 26일, 시즈오카현의 이즈반도 북부에서 발생한 지진이다. 지진 규모는 M7.3. 이 지진으로 272명이 사망했다. 단나 단층은 기타이즈 지진의 원인으로, 단층의 변위가 명확하게 드러난 부분은 단층 공원으로 보존되어 있다.

## 진도
아래는 일본 기상청 진도 계급 기준 진도4 이상을 관측한 도도부현의 목록이다.
| 진도 | 도도부현                                                   |
| ---- | ---------------------------------------------------------- |
| 6    | 시즈오카현                                                 |
| 5    | 가나가와현                                                 |
| 4    | 도치기현, 군마현, 사이타마현, 도쿄도, 야마나시현, 아이치현 |

시즈오카현 미시마시에서 진도6을 관측했다. 진원역 단층대 인근 10km 이내 지역은 진도7급의 진동이 있었을 것으로 추정된다.

## 같이 보기
- 단나 단층